# Skydivin’
Skydivin’ – debiutancki solowy album studyjny brytyjskiego piosenkarza Darrena Stylesa, wydany 16 czerwca 2008 roku.

## Lista utworów
Źródło: AllMusic

### CD1
| Nr  | Tytuł                    | Długość |
| --- | ------------------------ | ------- |
| 1.  | „Flashlight”             | 4:02    |
| 2.  | „Come Running”           | 4:14    |
| 3.  | „Getting Better”         | 3:55    |
| 4.  | „Disco Lights”           | 3:30    |
| 5.  | „Save Me”                | 4:12    |
| 6.  | „Baby I’ll Let You Know” | 3:21    |
| 7.  | „I Say I Love You”       | 4:07    |
| 8.  | „Drop Zone”              | 3:35    |
| 9.  | „Show Me the Sunshine”   | 4:57    |
| 10. | „Skydivin’”              | 4:00    |
| 11. | „Jealous”                | 3:16    |
| 12. | „Just Easy”              | 3:55    |
| 13. | „Cutting Deep”           | 3:27    |
| 14. | „Lost the Plot”          | 3:26    |
| 15. | „Slide Away”             | 4:29    |
| 16. | „Different Groove”       | 2:49    |
| 17. | „Feel Love”              | 4:56    |

### CD2
| Nr  | Tytuł                  | Długość |
| --- | ---------------------- | ------- |
| 1.  | „Right by Your Side”   | 3:22    |
| 2.  | „Save Me (Nitelite)”   | 3:48    |
| 3.  | „Tell Me”              | 2:34    |
| 4.  | „Girls Like You”       | 3:20    |
| 5.  | „I Need You”           | 3:50    |
| 6.  | „Sure Feels Good”      | 3:25    |
| 7.  | „Heartbeatz”           | 2:46    |
| 8.  | „Blow Me Away”         | 3:50    |
| 9.  | „Skydivin’”            | 3:03    |
| 10. | „You’re Shining”       | 3:22    |
| 11. | „Feel Love (Nitelite)” | 4:09    |
| 12. | „Paradise and Dreams”  | 4:03    |
| 13. | „You’re My Angel”      | 5:14    |

## Pozycje na listach i certyfikaty
| Państwo         | Lista (2008)                     | Najwyższa pozycja |
| --------------- | -------------------------------- | ----------------- |
| Wielka Brytania | Top 100 Albums                   | 4                 |
| Irlandia        | Top 100 Individual Artist Albums | 41                |

| Państwo         | Certyfikat |
| --------------- | ---------- |
| Wielka Brytania | Złoto      |